# Grönt Europa
Grönt Europa är ett nätverk för EU-positiva miljöpartister aktivt främst i valrörelsen till EU-parlamentet 2004. Organisationen lanserade egna flera egna kandidater i valet, bland annat Paulo Silva, Viktor Morawski och Bodil Ceballos och fick uttalat stöd av riksdagsledamöterna Mikaela Valtersson och Lars Ångström.